# Das Rätsel von Bangalor
Das Rätsel von Bangalor ist ein deutscher Stummfilm aus dem Jahr 1918.

## Handlung
Indien, der fiktive Ort der Handlung heißt übrigens inzwischen Bengaluru, vor langer Zeit. Die diversen Geheimsekten des Landes haben dem Gouverneur Rache geschworen, weil sie glauben, dass er sie verraten habe und sie unter britische Kolonialherrschaft bringen wollte. Sie entführen des Gouverneurs noch junge Tochter Ellen, die vom Fürsten Dinja in dessen prachtvollen Palast gefangen gehalten wird. Ein schottischer Arzt namens Archie Douglas erfährt von ihrem Schicksal, als er eines Tages mit verbundenen Augen in den Palast geführt wird. Beide verlieben sich rasch ineinander.
Die beiden Liebenden schmieden einen Fluchtplan. Tatsächlich gelingt es Archie, Ellen aus ihrem goldenen Käfig zu befreien. Doch die äußerst mächtigen Gegner, allen voran der diabolische Dinja, geben nicht auf und verfolgen das Paar rund um den Erdball, von Indien über Amerika bis nach Japan. Einmal gelingt es ihnen, der jungen Frau erneut habhaft zu werden, doch Douglas kann Ellen erneut befreien. Schließlich muss Dinja einsehen, dass nichts stärker ist als die Liebe, lässt das Mädchen gehen und bringt sich schließlich in Tokio in einem Flammenmeer um.

## Produktionsnotizen
Der Film passierte im Dezember 1917 die Zensur, erhielt Jugendverbot und wurde am 11. Januar 1918 im Hamburger Lessing-Theater am Gänsemarkt uraufgeführt. Die Berliner Erstaufführung von Das Rätsel von Bangalor erfolgte am 7. Februar 1918 im U.T. Union Palast Kurfürstendamm.
Die Fassung von 1918 besaß fünf Akte und war 1808 Meter lang. Im Oktober 1922 erfolgte eine Neuzensur, die bei gleicher Aktzahl nur noch 1350 Meter lang war. Von dem Film ist nur ein wenige Meter kurzes Fragment erhalten.
Die 21-jährige Gilda Langer gab hier ihren Einstand vor der Kamera, Conrad Veidt landete mit Das Rätsel von Bangalor seinen ersten großen Publikumserfolg.

## Kritik
In der Lichtbild-Bühne hieß es: „Das Rätsel von Bangalor gehört zu den größten Ausstattungsfilms, die der Weltmarkt überhaupt kennt. Es gereicht dem zum Vorteil, daß er in den Werkstätten der Union mit dem außerordentlichen Reichtum an Fundus und Requisiten hergestellt werden konnte. Der Maler Paul Leni hat mit stilsicherem Geschmack und künstlerischem Feingefühl Bilder auf die Leinwand gezaubert, wie sie in ähnlicher Pracht und Echtheit kaum wiederzufinden sind. Würdig rundet die Regie Alexander von Antalffy’s das Werk ab, dessen Textbuch von Rudolf Kurtz und Paul Leni den Bedürfnissen eines so außergewöhnlichen Ausstattungsfilms gemäß geschickt verfaßt wurde. -- Harry Liedtke gibt als schottischer Arzt eine Meisterleistung her. Mit außerordentlich schauspielerischer Kraft weiß er die Gefühlserlebnisse darzustellen und legt nie den Zauber der Liebenswürdigkeit, die wir besonders an ihm schätzen, ab. Als die Tochter des Gouverneurs betritt Gilda Langer zum ersten Male die Filmbühne, mit einem Erfolge, der sie zu den schönsten Hoffnungen unserer Kunst macht. Gilda Langer verbindet eine sichere Beherrschung der schauspielerischen Möglichkeit mit einer faszinierenden Eleganz der Erscheinung. Als indischer Fürst gibt Conrad Veith die meisterhafte Charakterstudie eines von leidenschaftlichen Gefühlen zerwühlten Mannes, in dem die angeborene Vornehmheit mit den wilden Begierden seiner exotischen Natur kämpft. (…) Wir müssen noch einmal der großen Ausstattungskunst Paul Leni’s unser Lob zollen, der mit Geschmack und sicherem Instinkt dem Film ein äußeres Kleid verliehen hat...“
Der Kinematograph schrieb: „Das Rätsel von Bangalor von Rudolf Kurz und Paul Leni hat weiter keinen Untertitel, soll also bei dem Zuschauer durch nichts als durch sich selbst wirken. (…) Die dramatische Handlung dieses Filmes ist für mein Empfinden stark, entwickelt sich von dem in dieser Beziehung matten ersten Akt in aufsteigender Linie und die Spannung hält an. Der Ausklang dieses Hohen Liedes der Liebe hat poetische Töne und so darf man sagen, dass die textliche Unterlage gut ist. Und dennoch scheint sie bei diesem Film das Unwesentliche. Denn sie wurde in einen Rahmen von unerhörter Pracht gestellt. Die Regie führte mit sehr grossem Gelingen Alexander von Antalffy, aber er hatte als wichtigsten Faktor des Ganzen Paul Leni neben sich, der für die Bildleitung seines Filmes sein feinkultiviertes Künstlertum einsetzte. Der indische Palast, das rauschende Weltstadtraffinement, die blumenbesäte japanische Stadt, alles das sind Bilder, voller Romantik und doch voll so echten Lebens. Hier zeigte deutsche Kunst, daß sie den Wettbewerb auszuhalten und auszukämpfen vermag. Der Weg, der hier beschritten wurde, war mit allen notwendigen Mitteln geebnet und deshalb musste er zum sensationellen Erfolg führen. Die deutsche Industrie aber darf stolz darauf sein. Die Darstellung war ausgezeichnet. Gilda Langer hatte zwar nur schön auszusehen, was ihr nicht schwer gefallen sein dürfte, aber Harry Liedtke war ein feuriger, eleganter Liebhaber und Conrad Veith als indischer Fürst ein scharfer Charakteristiker.“
Der Film befand: „Vor überfülltem Hause erzielte im Unionpalast ein neues monumentales, überaus wirkungsvolles Filmschauspiel Das Rätsel von Bangalor (Pax-Film; Monopol James Henschel-Hamburg bzw. Wilhelm Feindt) einen verheißungsvollen Erfolg, der vor allem auf die hervorragende künstlerische und technische Ausgestaltung zurückzuführen sein dürfte, welche dem spannenden Sujet (von Rudolf Kurtz und Paul Leni) erst seinen eigentlichen Wert gibt. (…) Dabei wird der Zuschauer nicht nur in die geheimnisvollen dunklen Winkel der altindischen Stadt, sondern durch die halbe Welt geführt, um endlich Zeuge zu werden, wie Liebe und Energie über List, Rache und Ränke siegen.“
Paimann’s Filmlisten resümierte: „Stoff phantastisch. Photos sehr gut. Spiel und Szenerie ausgezeichnet“.